# علي عبد الله خليفة
علي عبد الله خليفة، شاعر وكاتب بحريني، ولد عام 1944 في المحرق في البحرين. منح الدكتوراه الفخرية في الآداب من جامعة سيكلونا الأمريكية 1989. درس في كتّاب البحرين 1951 وحصل على الثانوية العامة 1962. أسس دار الغد للنشر والتوزيع في البحرين 1974, ومجلة (كتابات) الأدبية الفصلية, ورأس تحريرها 76-1985, ومجلة (المأثورات الشعبية), ورأس تحريرها 85-1987, كما أشرف على تأسيس مركز التراث الشعبي لدول الخليج العربية, وتولى إدارته لخمس سنوات 82-1987.

## علي عبد الله خليفة
- رئيس المنظمة الدولية للفن الشعبي.
- رئيس مجلس إدارة مركز عبد الرحمن كانو الثقافي (الملتقى الثقافي الأهلي) بمملكة البحرين – منذ العام 1994.
- مدير إدارة البحوث الثقافية بالديوان الملكي بمملكة البحرين منذ العام 2001.
- المدير العام لأرشيف الثقافة الشعبية للدراسات والبحوث والنشر منذ نوفمبر 2007.
- رئيس تحرير مجلة «الثقافة الشعبية» – منذ يناير 2008.
- أمين عام جائزة عيسى لخدمة الإنسانية منذ أكتوبر 2010.

## محطات
- التحق وهو طالب بالثانوية دليلاً للبروفيسور الدانماركي بول روفسنج أولسن أستاذ علم موسيقى الشعوب في جولته الميدانية لجمع الموسيقى الشعبية في البحرين 1963.
- رافق البروفيسور السويسري سايمون جارجي في بحثه الميداني لجمع نصوص الأغاني الشعبية في البحرين عام 1966.
- أسس في البحرين عام 1974 دار الغد للنشر والتوزيع.
- أسس في البحرين عام 1976 المـجلـة الأدبـية الـفـصلية (كتابات) وتولى رئاسة تحريرها.
- تولى وضع وثائق تأسيس مركز التراث الشعبي لدول الخليج العربية عام 1982 وأشرف على تأسيسه وتولى إدارته لخمس سنوات.
- أسس بدولة قطر عام 1984 المجلة العلمية المتخصصة (المأثورات الشعبية) وتولى رئاسة تحريرها لثلاث سنوات.
- تولى عام 1989 مهام تأسيس الأمانة العامة للمجلس الوطني للثقافة والفنون والآداب بمملكة البحرين ومهام الأمين العام المساعد للمجلس للفترة من 1989 – 1997.
- أسس فـي البحرين عام 1994 لإصدار مجلة (البحرين الثقافية) التي تصدر عن المجلس الوطني للثقافة والفنون والآداب وتولى إدارة التحرير بها حتى عام 2000.
- تولى مهام مدير إدارة الثقافة والفنون بوزارة الإعلام للفترة من 1997 – 2000.
- تولى مهام تأسيس إدارة البحوث الثقافية بالديوان الملكي بمملكة البحرين وتولى إدارتها منذ العام 2001. وحتى الآن.
- شارك في عدد من المؤتمرات والملتقيات الأدبية والفكرية داخل وخارج البلاد العربية.
- أحيا العديد من الأمسيات وشارك في عدد من المهرجانات الشعرية العربية (مهرجان الشعر العربي، المربد، جرش، ملتقى الشعر العالمي، خريف فرنسا) شارك في اجتماعات الخبراء غير الحكوميين لوضع الاتفاقية الدولية لحماية حقوق المؤلف والحقوق المجاورة بباريس بتكليف من المنظمة العالمية للتربية والثقافة والعلوم.
- شارك في اجتماعات الخبراء غير الحكوميين لوضع اتفاقية عربية نموذجية لحماية التراث الشعبي، بتكليف من المنظمة العالمية لحماية الملكية الفكرية (WIPO) 1983.
- شارك في وضع مشروع الخطة الشاملة للثقافة العربية بتكليف من المنظمة العربية للتربية والثقافة والعلوم ALECSO) – 1984).
- اختيرت نماذج من قصائده وأدرجت ضمن المقررات الدراسية على طلبة الإعدادية والثانوية العامة بمدارس البحرين وقطر ودولة الإمارات العربية المتحدة.
- ترجمت مختارات من أشعاره إلى الإنجليزية والفرنسية والإيطالية والبولندية والرومانية والبرتغالية.
- تولى تحرير وصياغة (الإستراتيجية الوطنية للشباب بمملكة البحرين) عن تقارير ثمانية خبراء وطنيين 2005.
- انتخب في مايو 2007 اميناً عاماً مساعداً لمنطقة الشرق الأوسط وشمال أفريقيا للمنظمة الدولية للفن الشعبي التابعة لليونسكو.
- أسس في البحرين المكتب الإقليمي لمنطقة الشرق الأوسط وشمال أفريقيا للمنظمة الدولية للفن الشعبي – سبتمبر 2007.
- أسهم في تأسيس مهرجان الفنون الشعبية العالمية بالتعاون مع وزارة الإعلام بمملكة البحرين – ديسمبر 2007.
- أسس في البحرين (أرشيف الثقافة الشعبية للدراسات والبحوث والنشر) – نوفمبر 2007.
- أسس في البحرين لإصدار (الثقافة الشعبية)، مجلة فصلية علمية متخصصة بالتعاون مع المنظمة الدولية للفن الشعبي.

## مجموعات شعرية
- أنين الصواري – مجوعة شعرية بالفصحى – دار العلم للملايين – بيروت –1969. (في ثلاث طبعات)
- عطش النخيل – مجموعة شعرية بالعامية – دار العلم للملايين – بيروت – 1970. (في أربع طبعات)
- إضاءة لذاكرة الوطن – مجموعة شعرية بالفصحى – دار الآداب – بيروت 1973. ( في ثلاث طبعات)
- عصافير المسا – مجموعة شعرية بالعامية ( ألبوم يحوي الديوان مطبوعاً برفقة أربعة أشرطة كاسيت عليها القصائد مسجلة مع موسيقى بصوت الشاعر ) – دار الغد – البحرين 1983.
- في وداع السيدة الخضراء – مجموعة شعرية بالفصحى – دار الغد – البحرين 1992.
- حورية العاشق – مجموعة شعرية بالفصحى – المؤسسة العربية للدراسات والنشر – بيروت 2000.
- يعشب الورق – مختارات شعرية – أسرة الأدباء والكتاب البحرين 2005.
- لا يتشابه الشجر – مجموعة شعرية بالفصحى – المؤسسة العربية للدراسات والنشر – بيروت 2005.
- على قلب واحد – مجموعة شعرية بالعامية – (ألبوم يحوي الديوان برفقة قرص مدمج CD بصوت الشاعر وموسيقى من تأليف محمد حداد). الأيام للنشر والتوزيع – البحرين 2005.
- قمر وحيد (Lune Solitaitre) مختارات شعرية ترجمها إلى الفرنسية المعطي قبال – دار باريس ميدي ترانيه – باريس 2006.
- وشائج – مختارات شعرية مترجمة إلى الفرنسية مع رسوم الفنانة الفرنسية شانتال لوجندري ومقدمة نقدية بالعربية للدكتورة نور الهدى باديس ومقدمة بالفرنسية للأستاذ دافيد دومورتييه_2009.
- قمر وحيد ( Lune Solitaire ) ترجمه إلى اللغة البرتغالية البروفيسور كريستوفام باركيو 2014.

## أوبريتات غنائية
- صانع المجد (أوبريت غنائي ممسرح من ألحان الفنان جاسم الحربان) – وزارة التربية والتعليم – البحرين 1996.
- انتظرناك طويلا ( أوبريت غنائي ممسرح من ألحان الفنان خالد الشيخ ) – المؤسسة العامة للشباب والرياضة – مملكة البحرين 2001.
- شمالي الروح (أوبريت غنائي ممسرح من ألحان الفنان خالد الشيخ) محافظة مدينة المحرق – مملكة البحرين 2002.

## دراسات وأبحاث
- ديوان حسن الفرحان (تحقيق وشرح وتقديم) – 1980.
- فنون الموال (بحث ميداني لجمع وتحقيق وتوثيق نصوص الموال في الخليج العربي) – 1971.
- خليج الأغاني (بحث ميداني لتوثيق الأغاني والرقصات الشعبية في الخليج العربي) – 1979.
- أشـكال ومـضامـيـن الـنـصوص الـشـعـرية في فن (الفجري) – 2001.
- الشعر العامي الحديث والتقنيات الجديدة – 2002.
- استلهام التراث الشعبي في الأعمال الإبداعية – 2003.
- تجربة تأسيس وإغلاق مركز التراث الشعبي لدول الخليج العربية – 2006.
- الفنون الشعبية.. انسجام وتناغم شعوب الأرض – أكتوبر 2007.

## أهم الدراسات والأبحاث التي تناولت أعماله الشعرية
- صيادو اللؤلؤ في شعر علي عبد الله خليفة، رسالة ماجستير بالفرنسية – لجاكلين هوفر، مقدمة إلى قسم اللغة العربية والدراسات الإسلامية بكلية الآداب بجامعة جنيف، بإشراف البروفيسور د. سايمون جارجي، جنيف – سويسرا، 1972.
- الشاعر علي عبد الله خليفة في ضوء اتجاهات الشعر العربي المعاصر (رسالة ماجستير) الدكتور عودة الله منيع القيسي بإشراف الدكتورة سهير القلماوي قدمت إلى معهد البحوث والدراسات العربية التابع للمنظمة العربية للتربية والثقافة والعلوم بجامعة الدول العربية، نشرت في كتاب (دراسات في أدب البحرين، الصادر عن المنظمة نفسها) – القاهرة 1979.
- علي عبد الله خليفة.. من أنين الصواري إلى إضاءة لذاكرة الوطن – الدكتور ماهر حسن فهمي (فصل من كتاب «تطور الشعر العربي الحديث بمنطقة الخليج») 1981.
- قيثارة المعاصرة بين الذات والموضوع – الدكتور سليمان العطار، مجلة (البحرين الثقافية) العدد الخامس، يوليو1995، ص66، المجلس الوطني للثقافة والفنون والآداب – البحرين.
- أفكار في إبداعات الشاعر البحريني المعاصر علي عبد الله خليفة – المستشرقة البولندية البروفيسور دكتور بربارا ميخالاك بيكولسكا والدكتور يوسف شحادة – مجلة الدراسات العربية والإسلامية – العدد الثامن 2000 – جامعة ياجيللو نسكي – كراكوف – بولندا.
- زهرة اللوتس – دراسة بلاغية في شعر علي عبد الله خليفة – الدكتورة وجدان عبد الإله الصائغ – الملتقى الثقافي الأهلي – البحرين 2001.
- ما قالته النخلة للبحر (رسالة ماجستير) – الدكتور علوي الهاشمي.
- السكون المتحرك (رسالة دكتوراه) – الدكتور علوي الهاشمي قلق النص.
- محارق الحداثة – غالية خوجة – المؤسسة العربية للدراسات و النشر – بيروت، 2002.
- علي عبد الله خليفة وظاهرة البحر في شعره – رسالة ماجستير – عائشة سلمان السياس، مقدمة إلى معهد الآداب الشرقية بكلية الآداب والعلوم الإنسانية بجامعة القديس يوسف، بإشراف البروفيسور د.هنري العويط، بيروت – لبنان، 2003. أصدرتها دار الشروق ببيروت في كتاب عام 2012.
- في عالم علي عبد الله خليفة الشعري: نظرات تحليلية نقدية ودراسة تطبيقية، للدكتور: يوسف شحاده والبروفيسور: بربارا ميخالاك – بيكولسكا. (240 صفحة) دار عبد المنعم ناشرون، حلب – سوريا 2008.

## الجوائز
- جائزة الشعر الأولى – مجلة ( هنا البحرين ) 1966.
- درع الإبداع – في يوم الشعر العالمي 2004 عن مجمل نتاجه الشعري ودوره الريادي في حركة الشعر البحريني الحديث – أسرة الأدباء و الكتاب البحرينية.
- الجائزة العالمية الكبرى في مجال الفنون – الأكاديمية العالمية للشرق و الغرب – رومانيا 2006.

## الشهادات الأكاديمية الفخرية
- دكتوراه فخرية في الآداب من جامعة جوسيبي سيكلونا الدولية – أمريكا 1987.
- الدبلوما الشرفية للأكاديمية العالمية للشرق والغرب في مجال الفنون – رومانيا 2006.

## الأوسمة
- وسام الكفاءة مقدم من الرئيس الراحل الحبيب بورقيبة – مهرجان الشعر العربي 1973.
- وسام الشيخ عيسى بن سلمان آل خليفة (أمير البحرين الراحل) – البحرين 2000.
- وسام الكفاءة من الدرجة الأولى مقدم من ملك مملكة البحرين – 2002.

## وصلات خارجية
- علي عبد الله خليفة على موقع أرشيف الشارخ.
- الموقع الرسمي للشاعر علي عبد الله خليفة
- المنظمة الدولية للفن الشعبي
- مجلة الثقافة الشعبية
- مركز عبد الرحمن كانو الثقافي